# Paninggilan Utara
Paninggilan Utara is een bestuurslaag in het regentschap Tangerang van de provincie Banten, Indonesië. Paninggilan Utara telt 19.716 inwoners (volkstelling 2010).